# Giorgia Bronzini
Giorgia Bronzini (Piacenza, 3 de agosto de 1983) es una deportista italiana que compitió en ciclismo en las modalidades de ruta y pista. Fue doble campeona mundial en ruta, en los años 2010 y 2011, y campeona mundial en pista en 2009.
Ganó tres medallas en el Campeonato Mundial de Ciclismo en Pista entre los años 2009 y 2013.
En carretera obtuvo tres medallas en el Campeonato Mundial de Ciclismo en Ruta, entre los años 2007 y 2011, y una medalla de plata en el Campeonato Europeo de Ciclismo en Ruta de 2017. Además, consiguió ocho victorias de etapa en el Giro de Italia Femenino y diez en La Route de France.
Participó en tres Juegos Olímpicos de Verano en la prueba de ruta, ocupando el quinto lugar en Londres 2012, el 37.º en Atenas 2004 y el 42.º en Río de Janeiro 2016.

## Trayectoria deportiva
Fue subcampeona europea sub-23 de puntuación en 2002, lo que le dio acceso a debutar como profesional en 2003, aunque siguió destacando en la pista. Su irrupción en el ciclismo en ruta llegó en 2004, ganando ese año cinco carreras, y el año siguiente, ocho.
En el Campeonato Mundial de Ciclismo en Ruta obtuvo tres medallas en la prueba de ruta, en 2007 fue bronce, en 2010 ganó el oro al quedar primera, por delante de la neerlandesa Marianne Vos y la sueca Emma Johansson, y en 2011 volvió a ganar el oro, esta vez superando a Marianne Vos y a la alemana Ina-Yoko Teutenberg.
En el Campeonato Mundial de Ciclismo en Pista se coronó campeona en puntuación en el Mundial de 2009, venciendo a la cubana Yumari González Valdivieso y a la británica Elizabeth Armitstead, y obtuvo otras dos medallas (de bronce), en los Mundiales de 2011 y 2013, también en la disciplina de puntuación.
Su única victoria en la general de una carrera por etapas la consiguió en el Tour de la Isla de Zhoushan de 2013 (China), haciéndose también con dos etapas. En ese 2013, año de su fichaje por el Wiggle Honda, fue tal el palmarés obtenido (18 victorias en ruta y una en pista) que fue nombrada la mejor esprínter del año por los premios Velo Awards.
Se retiró de la competición en septiembre de 2018. Al año siguiente se convirtió en asistente de director del equipo Trek-Segafredo Women, cargo que ocupó hasta 2021, y desde 2022 es la directora deportiva del Liv Racing TeqFind.

## Medallero internacional

### Ciclismo en ruta
| Campeonato Mundial | Campeonato Mundial     | Campeonato Mundial | Campeonato Mundial |
| Año                | Lugar                  | Medalla            | Competición        |
| ------------------ | ---------------------- | ------------------ | ------------------ |
| 2007               | Stuttgart (Alemania)   | Medalla de bronce  | Ruta               |
| 2010               | Melbourne (Australia)  | Medalla de oro     | Ruta               |
| 2011               | Copenhague (Dinamarca) | Medalla de oro     | Ruta               |
| Campeonato Europeo |                        |                    |                    |
| Año                | Lugar                  | Medalla            | Competición        |
| 2017               | Herning (Dinamarca)    | Medalla de plata   | Ruta               |

### Ciclismo en pista
| Campeonato Mundial | Campeonato Mundial       | Campeonato Mundial | Campeonato Mundial |
| Año                | Lugar                    | Medalla            | Competición        |
| ------------------ | ------------------------ | ------------------ | ------------------ |
| 2009               | Pruszków (Polonia)       | Medalla de oro     | Puntuación         |
| 2011               | Apeldoorn (Países Bajos) | Medalla de bronce  | Puntuación         |
| 2013               | Minsk (Bielorrusia)      | Medalla de bronce  | Puntuación         |

## Palmarés

### Pista
2002 (como amateur)
- 2.ª en el Campeonato Europeo Puntuación sub-23

2003
- Campeonato Europeo Puntuación sub-23
- 3.ª en el Campeonato Europeo Scratch sub-23

2005 (como amateur)
- 2.ª en el Campeonato Europeo Puntuación sub-23

2006
- Los Ángeles Puntuación
- Moscú Puntuación

2007
- Sídney Puntuación

2008
- Campeonato de Italia Puntuación
- Cali Puntuación

2009
- Campeonato de Italia Puntuación
- Ranking UCI Puntuación

2010
- Campeonato de Italia Scrath
- Campeonato de Italia Puntuación
- Campeonato Mundial Puntuación
- Cali Puntuación
- Ranking UCI Puntuación

2011
- 3.ª en el Campeonato Mundial Puntuación
- 2.ª en el Campeonato de Italia Scratch
- Ranking UCI Puntuación

2012
- Campeonato de Italia Puntuación

2013
- 3.ª en el Campeonato Mundial Puntuación
- 2.ª en el Campeonato de Italia Velocidad por Equipos (haciendo equipo con Annalisa Cucinotta)
- Campeonato de Italia Keirin
- 2.ª en el Campeonato de Italia Velocidad

2014
- 6 Días de la Rosa Puntuación
- Gante Scratch

### Carretera
2004
- 1 etapa del Novilon Internationale Damesronde van Drenthe
- Eko Tour Dookola Polski, más 2 etapas
- 1 etapa del Holland Ladies Tour

2005 (como amateur)
- 2 etapas del Giro del Trentino Alto Adige-Südtirol
- 3.ª en el Campeonato de Italia en Ruta
- 3 etapas del Giro de Italia Femenino, más clasificación por puntos
- Rund um die Nürnberger Altstadt
- 2 etapas del Giro de la Toscana-Memorial Michela Fanini

2006
- 1 etapa del Trophée d'Or Féminin
- 1 etapa del Giro de la Toscana-Memorial Michela Fanini

2007
- Novilon Internationale Damesronde van Drenthe
- Gran Premio della Liberazione
- Gran Premio de Dottignies
- 2 etapas del Tour de PEI
- 3.ª en el Campeonato de Italia en Ruta
- 1 etapa del Giro de Italia Femenino
- 2 etapas del	Trophée d'Or Féminin
- 1 etapa del Giro de la Toscana-Memorial Michela Fanini
- 3.ª en el Campeonato Mundial en Ruta

2008
- 2 etapas del Tour de Polonia Femenino
- 3.ª en el Campeonato de Italia en Ruta
- 4 etapas del Trophée d'Or Féminin
- Züri Metzgete

2009
- 2 etapas del Tour de Catar Femenino
- GP della Liberazione
- 3 etapas del Tour de PEI
- 3.ª en el Campeonato de Italia en Ruta
- G. P. Cento-Carnevale d'Europa
- 1 etapa del Giro de la Toscana-Memorial Michela Fanini

2010
- 1 etapa del Tour de Catar Femenino
- G. P. Cento-Carnevale d'Europa
- 2 etapas del Giro de la Toscana-Memorial Michela Fanini
- Campeonato Mundial en Ruta

2011
- GP della Liberazione
- Gran Premio Ciclista de Gatineau
- Liberty Classic
- Campeonato Mundial en Ruta

2012
- 3 etapas del Trophée d'Or Féminin
- 1 etapa del Giro de la Toscana-Memorial Michela Fanini

2013
- Clásica Ciudad de Padova
- 1 etapa del Festival Luxemburgués de Ciclismo Femenino Elsy Jacobs
- Knokke-Heist - Bredene
- 1 etapa del Tour de la Isla de Chongming
- Tour de la Isla de Zhoushan, más 2 etapas
- 2.ª en el Campeonato de Italia en Ruta
- 1 etapa del Giro de Italia Femenino
- 6 etapas de la La Route de France
- 3 etapas del Tour Cycliste Féminin International de l'Ardèche
- 1 etapa del Giro de la Toscana-Memorial Michela Fanini

2014
- Gran Premio de Dottignies
- 2 etapas del Tour de la Isla de Chongming
- 1 etapa del Giro de Italia Femenino
- 1 etapa de La Route de France
- 3 etapas del Tour Cycliste Féminin International de l'Ardèche

2015
- Molecaten Drentse 8 van Westerveld
- Tour de la Isla de Chongming Copa del Mundo
- 1 etapa de La Route de France

2016
- Gran Premio de Dottignies
- 1 etapa de la Emakumeen Euskal Bira
- 2 etapas del Giro de Italia Femenino

2017
- 1 etapa del Tour de California
- 2.ª en el Campeonato de Italia en Ruta
- 2.ª en el Campeonato Europeo en Ruta

2018
- 1 etapa del Tour de la Isla de Chongming
- 3.ª en el Campeonato de Italia en Ruta
- 1 etapa de la Madrid Challenge by La Vuelta

## Resultados en Grandes Vueltas y Campeonatos del Mundo
Durante su carrera deportiva consiguió los siguientes puestos en las Grandes Vueltas femeninas y en los Campeonatos del Mundo en carretera:
| Carrera         | Carrera         | 2003 | 2004 | 2005 | 2006 | 2007 | 2008 | 2009 | 2010 | 2011 | 2012 | 2013 | 2014 | 2015 | 2016 | 2017 | 2018 |
| --------------- | --------------- | ---- | ---- | ---- | ---- | ---- | ---- | ---- | ---- | ---- | ---- | ---- | ---- | ---- | ---- | ---- | ---- |
|                 | Giro de Italia  | 92.ª | Ab.  | 32.ª | 79.ª | 52.ª | 58.ª | 67.ª | 66.ª | 83.ª | 48.ª | 72.ª | 59.ª | 66.ª | 41.ª | 64.ª | 80.ª |
|                 | Tour de l'Aude  | —    | —    | —    | —    | —    | —    | —    | —    | X    | X    | X    | X    | X    | X    | X    | X    |
|                 | Grande Boucle   | —    | —    | —    | —    | —    | —    | 12.ª | X    | X    | X    | X    | X    | X    | X    | X    | X    |
| Mundial en Ruta | Mundial en Ruta | —    | —    | 6.ª  | 16.ª | 3.ª  | 14.ª | Ab.  | 1.ª  | 1.ª  | 22.ª | 26.ª | 4.ª  | 27.ª | —    | 46.ª | —    |

—: no participa

Ab: abandono

X: ediciones no celebradas

## Equipos
- Safi (2003-2004)
  - Ausra Gruodis Safi (2003)
  - Safi-Pasta Zara-Manhattan (2004)
- USC Chirio Forno d'Asolo (amateur) (2005)
- A.S. Team FRW (2006)
- Safi-Pasta Zara-Manhattan (2007)
- Cycling Team Titanedi-Frezza-Acca Due O (2008)
- Safi-Pasta Zara-Titanedi (2009)[n 1]
- Gauss RDZ Ormu (2010)
- Colavita-Forno d'Asolo (2011)
- Diadora-Pasta Zara (2012)[n 2]
- Wiggle (2013-2017)
  - Wiggle Honda (2013-2015)
  - Wiggle High5 (2016-2017)
- Cylance Pro Cycling (2018)